# Robert Sassone
Robert Sassone (Nouméa (Nieuw-Caledonië), 23 november 1978 – aldaar, 21 januari 2016) was een Frans wielrenner, die beroeps was tussen 2000 en 2003.

## Wielerloopbaan
Robert Sassone werd wereldkampioen op de baan in 2001, werd vijfmaal Frans kampioen op de baan, verdeeld over de koppelkoers, ploegenachtervolging en puntenkoers, en hij won vijfmaal de Zesdaagse in zijn geboorteplaats Nouméa. Evenwel werd hij positief bevonden op betamethason, een glucocorticoïde, tijdens de Zesdaagse van Nouméa van 2003. In november 2004 werd hem hiervoor een tweejarige schorsing opgelegd door de Franse wielerfederatie FFC.
Sassone was een van de verdachten in de Cofidis-affaire, samen met Marek Rutkiewicz, Cédric Vasseur en Philippe Gaumont, en soigneur Bogdan Madejak. Bij een huiszoeking op 14 januari vond de politie amfetamines, steroïden en epo. Sassone werd in januari 2007 vanwege zijn aandeel in de Cofidis-affaire veroordeeld tot zes maanden voorwaardelijk.
Sassone leed aan kanker en benam uiteindelijk, op 37-jarige leeftijd, zichzelf van het leven.

## Belangrijkste overwinningen
1998
- Zesdaagse van Nouméa; + Jean Michel Tessier

1999
- Zesdaagse van Nouméa; + Christian Pierron

2001
- Wereldkampioenschap baan, koppelkoers, Elite; + Jérôme Neuville
- 4e etappe Circuit des Mines
- 8e etappe Circuit des Mines
- Zesdaagse van Nouméa; + Jean Michel Tessier

2002
- 3e etappe Ronde van de Limousin
- 1e etappe Tour du Poitou-Charentes et de la Vienne

2003
- 2e etappe Tour du Poitou-Charentes et de la Vienne
- Zesdaagse van Nouméa; + Jean Michel Tessier

## Resultaten in voornaamste wedstrijden
| Jaar | Ronde van Italië | Ronde van Frankrijk | Ronde van Spanje |
| ---- | ---------------- | ------------------- | ---------------- |
| 2002 |                  |                     | 127e             |
| 2003 |                  |                     |                  |

| Jaar | Ronde van Vlaanderen |
| ---- | -------------------- |
| 2002 |                      |
| 2003 | 77e                  |